# سياران هيرون
سياران هيرون (بالإنجليزية: Ciarán Herron)‏ هو لاعب قذف بريطاني، ولد في 1981.